# 安德列·米積杜域
安德列·米積杜域(Andre Mijatović)（1979年12月3日—），克羅地亞職業足球員，司職後衛，現時效力德國球會恩高斯達特。
1. ↑  . kicker.de.   [13 August 2011]. （原始内容存档于2018-10-03） （德语）.